# Макклелланд, Дэвид
Дэ́вид Кла́ренс Маккле́лланд (англ. David Clarence McClelland; 20 мая 1917 — 27 марта 1998) — американский психолог, автор теории потребностей, разработчик новой методики оценки для тематического апперцептивного теста, профессор психологии.

## Биография
Дэвид Кларенс Макклелланд родился 20 мая 1917 года в городе Маунт-Вернон, штат Нью-Йорк. В 1938 году окончил Уэслианский университет со степенью бакалавра психологии. В 1939 году получил степень магистра в Миссурийском университете. Докторскую диссертацию защитил в 1941 году в Йельском университете. Одним из научных руководителей Макклелланда был Кларк Халл.
По окончании обучения Макклелланд работал в Коннектикутском колледже, а затем профессором в Уэслианском  университете. В 1956 году Макклелланд становится профессором Гарвардского университета и остаётся в этой должности до отставки в 1987 году. После этого он принимает должность почётного профессора в Бостонском университете, в которой остаётся до конца жизни.
Макклелланд опубликовал несколько книг, в том числе «Мотивация достижения» (англ. The Achievement Motive) и «Общество достижения» (англ. The Achieving Society). В 1958 году он получил грант Гуггенхайма.
В 1963 году Дэвид Макклелланд создаёт компанию McBer, оказывающую консультационные услуги в подборе и обучении персонала. В том же году Национальная ассоциация образования (англ. National Education Association) принимает его предложения по улучшению мотивации учащихся. в 1973 году Макклелланд публикует в журнале American Psychologist статью с критикой IQ-тестов и личностных тестов, доказывая их низкую эффективность и предлагает взамен оценку компетенций. Эта методика впоследствии стала стандартной во многих компаниях.

## Научные идеи
В 1940-е годы Дэвид Макклелланд с помощью тематического апперцептивного теста, созданного в 1930-е годы Генри Мюрреем и Кристианой Морган, изучал человеческие побуждения и выделил три группы первостепенных мотивов:
- мотивацию достижения;
- мотивацию причастности;
- мотивацию власти.

Дальнейшие исследования показали, что мотивированность работника важнее имеющихся у него практических навыков. Обучение мотивированного сотрудника приносит лучший результат, что нашло отражение во фразе:

Даже индюка можно научить лазить по деревьям, но лучше все-таки для этих целей нанять белку.
Оригинальный текст (англ.)You can teach a turkey to climb a tree, but it is easier to hire a squirrel.
— Крис Дайсон
Также Макклелланд пришёл к гипотезе, что мотивация достижения лежит в основе экономического процветания. Это мнение было изложено в работе «Общество достижения».

## Личная жизнь
Дэвид Макклелланд был женат дважды. Первая жена, Мэри Шарплесс-Макклелланд, умерла в 1980 году; вторая, Мэриан Адамс-Макклелланд, осталась вдовой. Также имел пять дочерей: Кэтрин, Сара, Джейбез, Майра, Аша — и двух сыновей: Николас, Марблхед.

## Избранная библиография
- Personality (1951)[9]
- «Мотивация достижения» (англ. The Achievement Motive, 1953)
- «Общество достижения» (англ. The Achieving Society, 1961)
- The Roots of Consciousness (1964)
- Toward A Theory Of Motivation Acquisition (1965)
- Power: The Inner Experience (1975)
- Managing Motivation to Expand Human Freedom (1978)
- «Мотивация человека» (англ. Human Motivation, 1987)